# Lazaretto (Corfú)
Lazaretto (en griego: :Λαζαρέτο, también Lazareto, antes conocida como Agios Dimitrios, Άγιος Δημήτριος) es una pequeña isla a unos tres kilómetros al noroeste de la ciudad de Corfú en la bahía de Gouvia, a 1,4 km de la costa este de la isla de Corfú y es administrada por la Organización Griega de Turismo. Recibe el nombre del lazareto que existió allí.

## Historia
Muchos islotes griegos funcionaron durante la dominación veneciana de las Islas Jónicas como islas para la cuarentena, al igual que la isla de Lazzaretto Vecchio en la laguna de Venecia. En el siglo XVI los venecianos fundaron el monasterio de Santa María de Nazaret, del que sólo se conservan algunos restos y después establecerían la primera leprosería. Después de la conquista de Corfú por las tropas napoleónicas, la isla fue ocupada por la Marina rusa y los edificios fueron utilizados como hospital militar. En el período de la República de las Islas Jónicas, la isla fue devuelta a su función original, pero solo se ha utilizado esporádicamente desde la unión con Grecia en 1864. Durante la Segunda Guerra Mundial las potencias del Eje construyeron un campo de concentración en la isla donde fueron internados los miembros de la Resistencia nacional griega. Durante la guerra civil griega (1946-1949) la isla fue utilizada por el ejército griego como una isla prisión, cerca de 200 comunistas y otros opositores al régimen fueron asesinados en este período en la isla. Finalmente en 1962 se abandonó la prisión.
Hoy en día se encuentran las ruinas de la pequeña iglesia de San Demetrio, de dos pisos, construida por las tropas italianas levantando una pared que originalmente pertenecía a la iglesia de Santa María de Nazaret y donde las personas condenadas a muerte fueron fusiladas así como los restos del cementerio donde los asesinados fueron enterrados. Ex prisioneros y descendientes de las víctimas en 1976 fundaron el club Lazaretto y construyeron un monumento para las víctimas de los fusilamientos. La isla es propiedad del Estado y en 1992 fue reconocida como Monumento Histórico Nacional. La Organización Griega de Turismo (Ελληνικός Οργανισμός Τουρισμού), que gestiona la isla, en 2003 anunció la creación de un monumento nacional.